# Sotírios Versís
Sotírios Versís (en grec: Σωτήριος Βερσής, Atenes, 1876 - 1919) fou un atleta i aixecador grec que va prendre part en els Jocs Olímpics de 1896, a Atenes, i 1900, a París.
El 1896 va participar en dues proves d'halterofília i una d'atletisme. En halterofília guanyà la medalla de bronze en la prova d'aixecament amb dos braços, amb un pes aixecat de 90 kg, mentre que en la d'aixecament amb un braç acabà en quarta, i darrera posició. En atletisme participà en el llançament de disc, en què guanyà la medalla de bronze, per darrere Robert Garrett i Panagiotis Paraskevópulos i un millor llançament de 27,78 m;
Quatre anys més tard, el 1900, a París, participà en el llançament de pes, quedant eliminat en la qualificació.